# سیریل درایر
سیریل درایر (انگلیسی: Cyril Dreyer؛ زادهٔ ۱۹ مارس ۱۹۹۴) بازیکن فوتبال اهل فرانسه است که در پست هافبک بازی می‌کند.
از باشگاه‌هایی که در آن بازی کرده‌است می‌توان به باشگاه فوتبال نانسی اشاره کرد.